# 화촌초등학교 벌촌분교
화촌초등학교 벌촌분교는 대한민국 강원특별자치도 홍천군 화촌면 야시대로 368 (야시대리)에 있었던 초등학교이다.

## 연혁
- 1953. 4. 1 화촌국민학교 벌촌분교 개교
- 1964. 3. 1 벌촌국민학교 승격
- 1984. 3. 1 화촌국민학교 벌촌분교 격하
- 1997. 3. 1 폐교